# Aretxabaleta
Aretxabaleta (baskisch und offiziell; spanisch Arechavaleta) ist eine baskische Gemeinde in der Provinz Gipuzkoa im nördlichen Spanien.

## Einzelnachweise

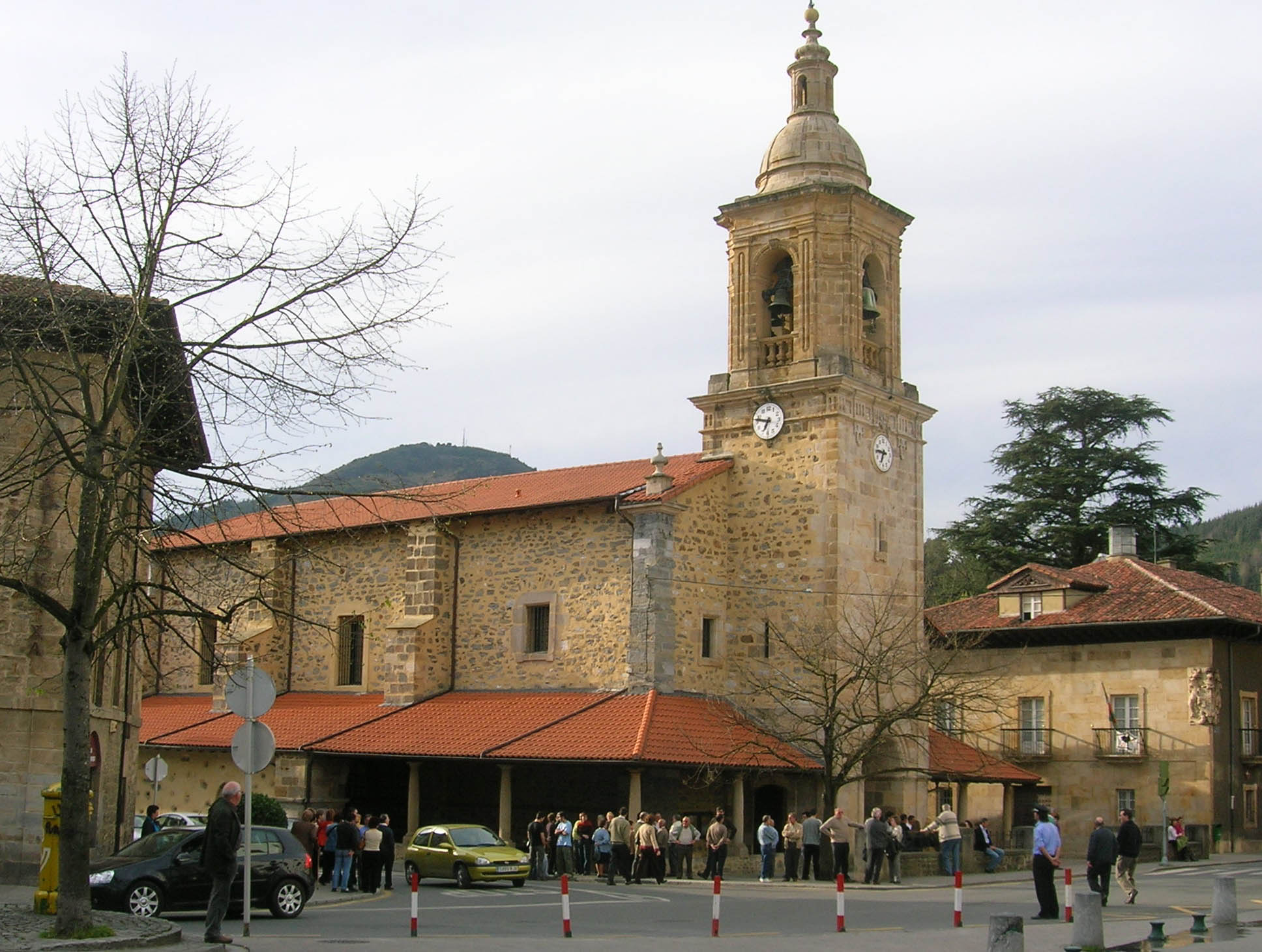
Kirche Nuestra Señora de la Asunción